# Ернст Шварц
Ернст Шварц (нім. Ernst Schwarz) (1889–1962) — німецький зоолог.

## Біографія
Шварц вивчав зоологію в Мюнхені. Потім він працював в Музеї природної історії у Франкфурті і в Зоологічному музеї в Берліні. Він був одним із засновників у 1926 Німецького товариства мамології. У 1929 році він став професором зоології в Грайфсвальдському університеті. Він працював з 1933 по 1937 рік у Лондонському музеї природної історії, а потім переїхав до США. Його спеціальністю були людиноподібні мавпи. Шварц також вивчав амфібій і рептилій, особливо європейських і середземноморських гадюк.

## Описані таксони

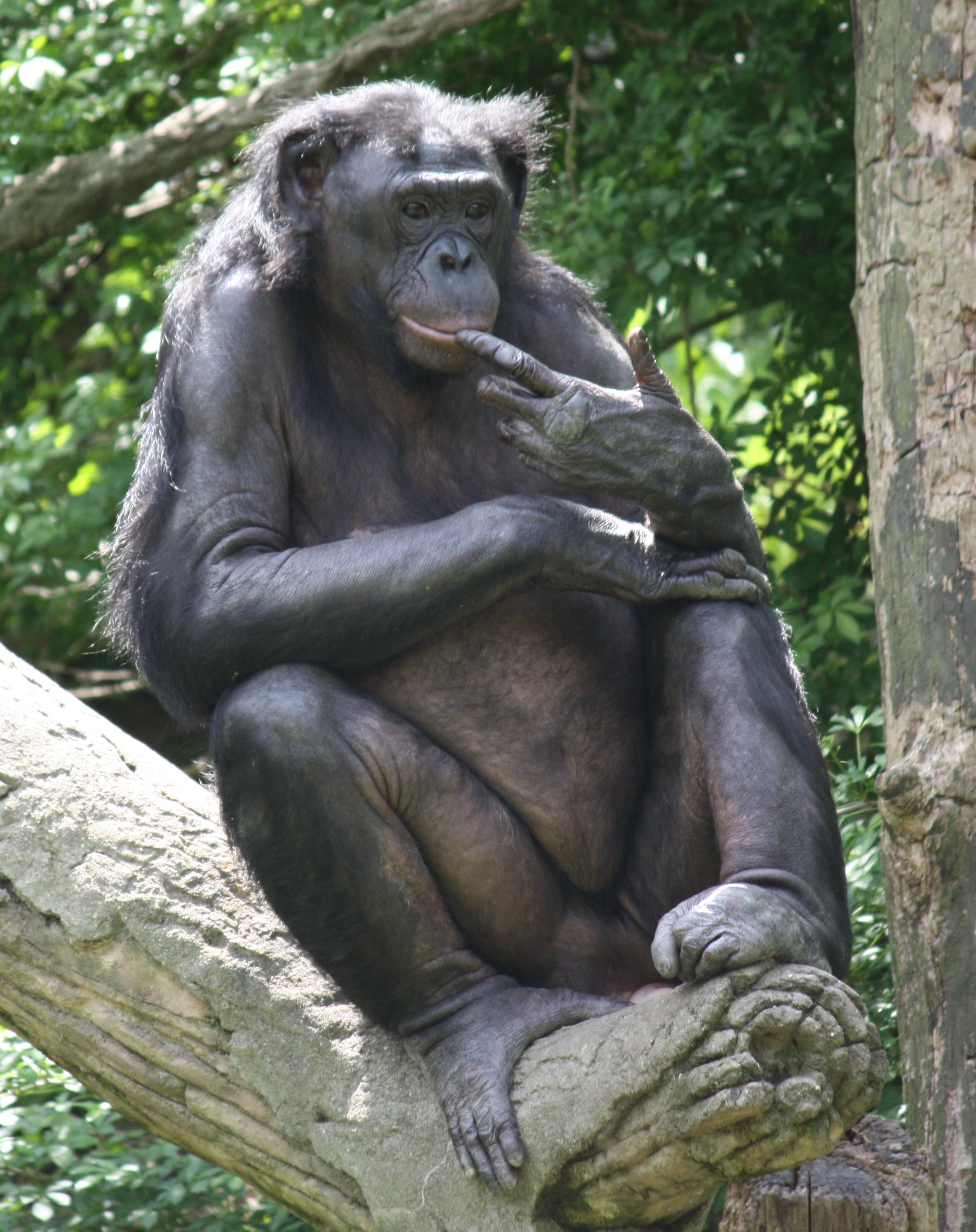
Шимпанзе карликовий
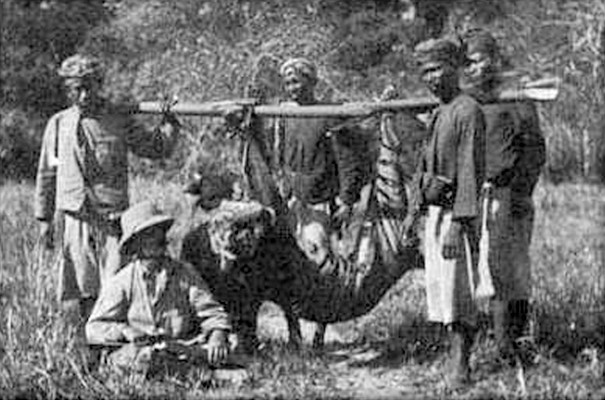
Балійський тигр